# Конфетный стол

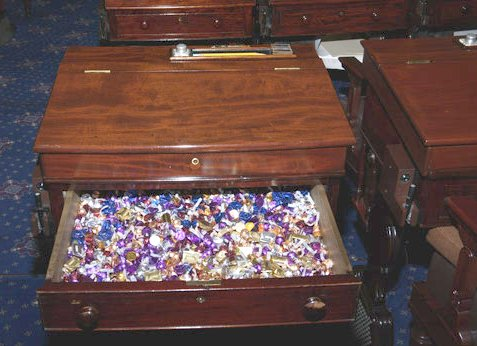
«Конфетный стол»

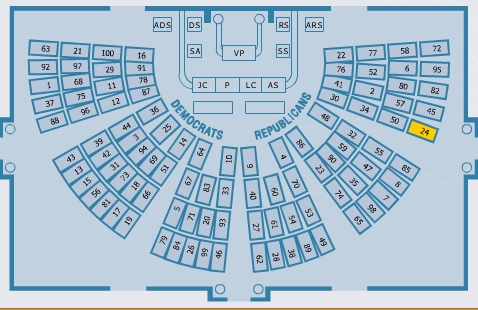
Расположение «конфетного стола»

Конфе́тный стол (англ. Candy desk) — традиция в Сенате США, начало которой положил сенатор-республиканец Джордж Мерфи в 1965 году.
В зале заседаний Сената запрещён приём пищи, но, несмотря на это, любитель сладкого Мёрфи начал хранить в столе запас конфет. Этими конфетами угощались многие сенаторы, а некоторые давали деньги на пополнение запаса сладостей. После отставки Мёрфи в 1971 году эту традицию продолжили другие сенаторы. В разное время за «конфетным столом» сидели сенаторы Пол Фэннин (1971—1977), Харрисон Шмитт (1977—1979), Стив Симмс (1983—1985), Джон Маккейн (1987—1989), Джеймс Джеффордс (1993—1995), Роберт Беннетт (1995—1997), Джордж Войнович (2007—2009), Мел Мартинес (2009), Марк Кёрк (2011—2015) и Пэт Туми (с 2015). Стив Симмс стал первым, кто к конфетам добавил шоколад.
В 1997 году за «конфетный стол» сел Рик Санторум, который не захотел тратиться на покупку конфет, поэтому право пополнять запасы на 10 лет отошло компаниям Hershey и Just Born. На пополнение запасов стола в год уходит около 180 килограммов конфет и шоколада.
«Конфетный стол» расположен рядом с восточным входом в помещение Сената. Через эту дверь входят большинство сенаторов, так как она находится рядом с лифтами, ведущими к одной из станций системы метро Капитолия. «Конфетный стол» — первый стол на правой, или Республиканской, стороне в последнем ряду. Традиционно «конфетный стол» всегда находится на стороне республиканцев и за ним сидит сенатор-республиканец.
В 1985 году у демократов появился свой «конфетный стол», однако он менее известен. Содержимое этого стола пополняется за счёт специального «конфетного фонда».